# Tower of Babel
Tower of Babel (dt. „Turm von Babel“) ist ein Musiktitel des britischen Sängers und Komponisten Elton John, der Liedtext wurde von Bernie Taupin geschrieben.
Das Album „Captain Fantastic and the Brown Dirt Cowboy“ wurde als Konzeptalbum realisiert und greift in chronologischer Reihenfolge sowie in autobiographischer Absicht Johns und Taupins Leben in London in den Jahren von 1967 bis 1970 auf. „Tower of Babel“ ist das zweite von zehn Liedern. Die konzeptionelle Handlung wird mit dem Titel Bitter Fingers  fortgesetzt.

## Hintergrund
Taupin ist bekannt für seine fein gedrechselten, lyrischen Texte, deren Sinn sich dem Leser teilweise nur schwer erschließt. „Tower of Babel“ ist voll von Anspielungen und Andeutungen auf die Partyszene („It’s party time“) in London gegen Ende der 1960er Jahre.
Den erkennbaren Drogenkonsum verknüpft Taupin mit biblischen Wortbildern der Sünde („Sodom meet Gomorrah“), modernen Synonymen des Drogenmissbrauchs („Snow, Cement“) und moralisch bedenklichen Verhaltensweisen („With the call girls under the table“ – „Mit den Callgirls unter den Tischen“).
Der wohl sinnlose Zeitvertreib in der Szene wird konsequent umgesetzt („Those hungry hunters, tracking down the hours“ – „Die hungrigen Jäger planen genau ihre Stunden“) und zum Spaß der Teilnehmer beständig wiederholt, allerdings ohne Tiefgang und ohne Hilfe für in Schwierigkeiten geratene Menschen („But where were all you shoulders when we cried“ – „Aber wo waren all eure Schultern, als wir weinten“).
John und Taupin erlebten London als eine ungastliche Stadt. Sie trugen die damals modernen, billigen Pelzmäntel und trachteten danach, sich im Milieu der Musiker zu etablieren. Besonders Taupin erlebte den Unterschied zu seiner ländlichen Heimat und dem dort eher ruhigen Lebensrhythmus besonders intensiv.

## Besetzung
- Elton John – Gesang, Klavier
- Davey Johnstone – Gitarre
- Dee Murray – Bassgitarre
- Nigel Olsson – Schlagzeug
- Ray Cooper – Tamburin

## Produktion
- Gus Dudgeon – Produzent